# Ernst Israel Bornstein
Ernst Israel Bornstein (* 26. November 1922 in Zawiercie, Polen; † 14. August 1978 in München) war ein jüdischer Holocaust-Überlebender, der mit 19 Jahren ins Arbeitslager Grünheide, dem heutigen Schironowitz (Polen) zur Zwangsarbeit verschleppt wurde und in vier Jahren und drei Monaten durch verschiedene Lager ging. Seine Erlebnisse schilderte er 1967 in dem Buch Die lange Nacht – Ein Bericht aus sieben Lagern.

## Leben
Ernst Israel Bornstein wurde als ältestes von vier Kindern geboren. Ausgebildet in jüdischen Schulen sprach er Deutsch, Jiddisch und Polnisch.
1939, nach dem Überfall auf Polen, wurden er mit seiner Familie in das Ghetto seiner Heimatstadt verbracht.
Von 1941 bis 1945 wurde Bornstein in sieben Lagern inhaftiert: Grünheide (heute Schironowitz, Polen), Markstädt, Fünfteichen (heute Miłoszyce, Polen), Groß-Rosen, Flossenbürg, Leonberg (Außenlager des KZ Natzweiler-Struthof) und Mühldorf. Am 30. April 1945 wurde er von Angehörigen der US-Armee befreit.
Von 72 Familienmitgliedern überlebten nur sechs den Holocaust. Seine Eltern und zwei jüngere Geschwister wurden in Auschwitz ermordet.
Dennoch blieb er nach dem Krieg in Deutschland und studierte in München. Während dieser Zeit war er auch Mitarbeiter des Jüdischen Wissenschaftlichen Instituts in New York „und damit beschäftigt, die Erlebnisse junger Menschen, die die Jahre der Haft hinter sich hatten, zu sammeln. Seine Aufgabe bestand darin, diese Aufzeichnungen in der Sprache der Augenzeugen niederzulegen und sie von literarischen Zutaten freizuhalten“. 1952 promovierte er in München einmal über „Die Kariesintensität verschiedener Völker und Volksgruppen“ und 1961 ein weiteres Mal über „Regionale Unterschiede im ABO-System zwischen verschiedenen oberbayerischen Landkreisen“. Er wurde in München ein „beliebter Arzt“ und ein „angesehenes Mitglied“ der Kultusgemeinde, in deren Vorstand er über Jahre tätig war.
1964 heiratete er Renee Koenig, selbst eine Holocaustüberlebende, sie hatten drei Kinder. 1978 starb Bornstein im Alter von 55 Jahren.

## Die lange Nacht
Auf Anregung seines Lehrers Max Mikorey begann Bornstein seine Erlebnisse niederzuschreiben. In dem 1967 erstmals erschienenen Buch „Die lange Nacht – Ein Bericht aus sieben Lagern“ versucht er, „rückschauend das Erlebnis zu sehen und nur die Tatsachen sprechen zu lassen ohne Kommentar, ohne den Leser mit persönlichen Emotionen zu belasten“. 2015 wurde sein Buch von seiner Tochter Noemie Lopian unter dem Titel „The Long Night: A True Story“ ins Englische übersetzt. 2018 wurde die englische Übersetzung mit einem Geleitwort von David Cameron für den Holocaust Memorial Day 2018 ausgewählt 2020 erschien das Buch erneut in der Originalfassung mit einem Vorwort von Charlotte Knobloch.